# Statesman
Statesman – marka luksusowych sedanów stworzona przez australijską firmę Holden podlegającą pod General Motors w 1971 roku. Samochody sprzedawane były poprzez sieć dilerską Holdena. Pierwsza wersja modelu została oparta na płycie podłogowej Holdena HQ station wagon, zapewniała jednak więcej przestrzeni pasażerskiej, komfortu oraz lepszy poziom wyposażenia niż odmiana sedan HQ. Produkcję zakończono wraz z zaprzestaniem montażu serii WB w 1984 roku.
W 1990 GM Holden ponownie wprowadził dwa duże sedany; sprzedawane były one już jednak pod marką Holden jako Holden Statesman i Holden Caprice.

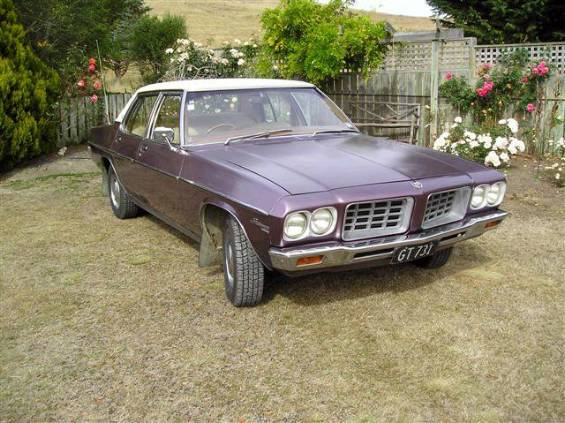
1971–1974 Statesman HQ de Ville

Pierwszy Statesman (seria HQ) został wprowadzony na rynek 22 lipca 1971 roku jako następca dla Holdena Broughama serii HG. Początkowo Statesman dostępny był w dwóch wariantach, luksusowym Statesman de Ville i bazowym Statesman Custom. Paletę jednostek napędowych stanowiły silniki: R6 3.3 Red, V8 4.4 i V8 5.7 Small-Block. W porównaniu z Holdenem HQ, rozstaw osi zwiększono o 76 mm, zaowocowało to większa ilością miejsca na nogi w tylnym rzędzie. Statesman miał konkurować z popularnym Fordem ZA Fairlane.
Statesman HQ sprzedawany był w Republice Południowej Afryki pod nazwami Chevrolet Constantia i Chevrolet de Ville, eksportowano go także do innych krajów pod nazwą Chevrolet 350. W latach 1973–1976 serie HQ i HJ sprzedawano w Japonii pod nazwą Isuzu Statesman De Ville
.
Kolejna generacja modelu, oznaczona jako HJ, zadebiutowała w 1974. Kontynuowano produkcję wersji Statesman de Ville, topowa odmiana otrzymała oznaczenie Statesman Caprice, w standardzie dostępna była ona z układem klimatyzacji i skórzaną tapicerką.
HJ Statesman de Ville i HJ Statesman Caprices sprzedawane były na terenie RPA jako odpowiendio Chevrolet Constantia serii AJ sedan i Chevrolet Caprice Classic.
Modele HX Statesman de Ville i Caprice zadebiutowały na rynku w lipcu 1976 roku. Przestylizowano atrapę chłodnicy, silnik V8 5.0 został dostosowany do ostrzejszych norm spalin.
W roku 1977 zadebiutowała kolejna generacja modelu, HZ. Zmodernizowany został m.in. układ zawieszenia oraz wygląd nadwozia.
Ostatnie wcielenie marki Statesman -  WB Statesman wprowadzone zostało na rynek w roku 1980.

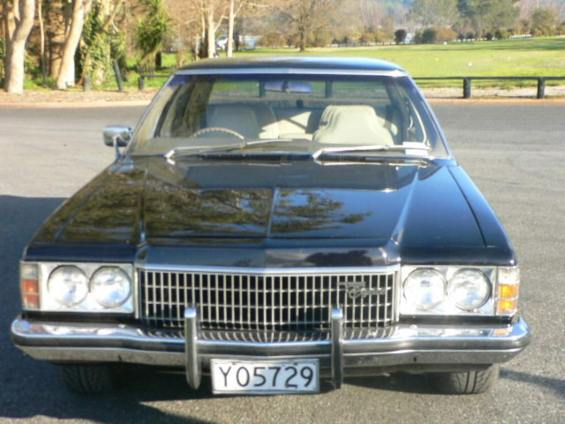
1974–1976 Statesman HJ Caprice
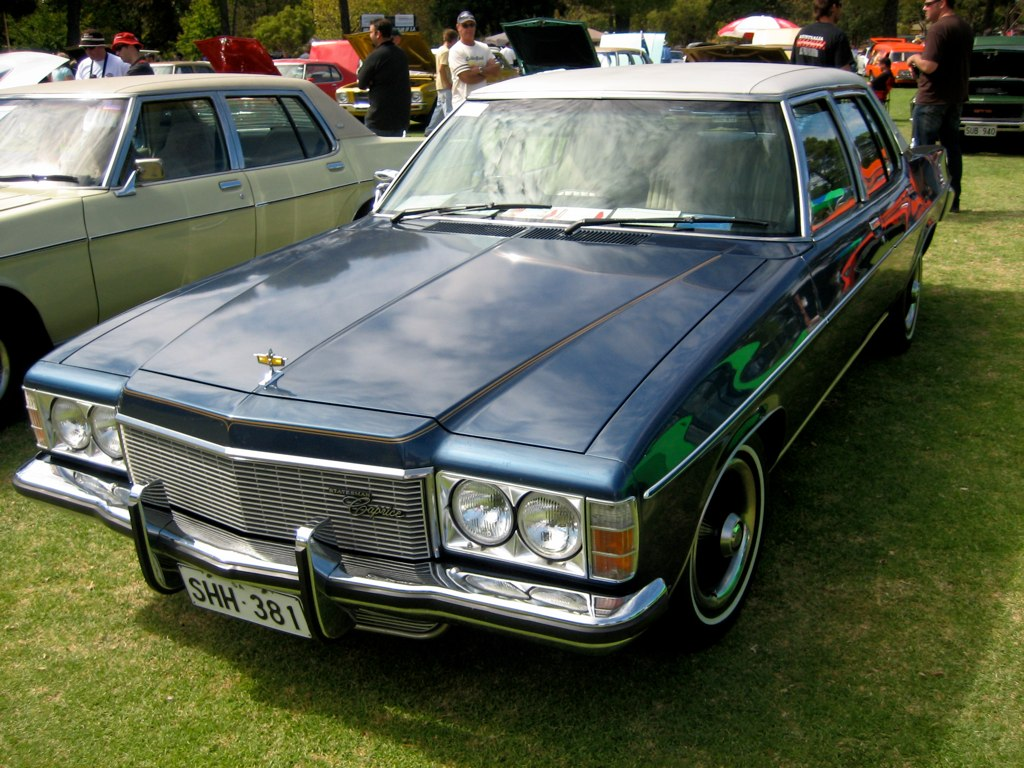
1976–1977 Statesman HX Caprice
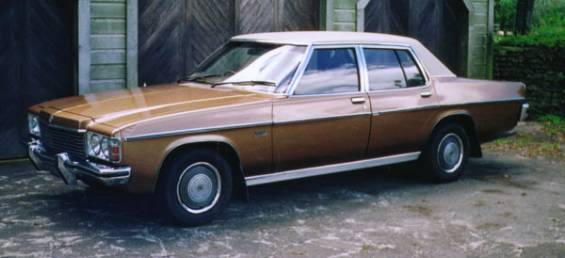
1977–1980 Statesman HZ de Ville
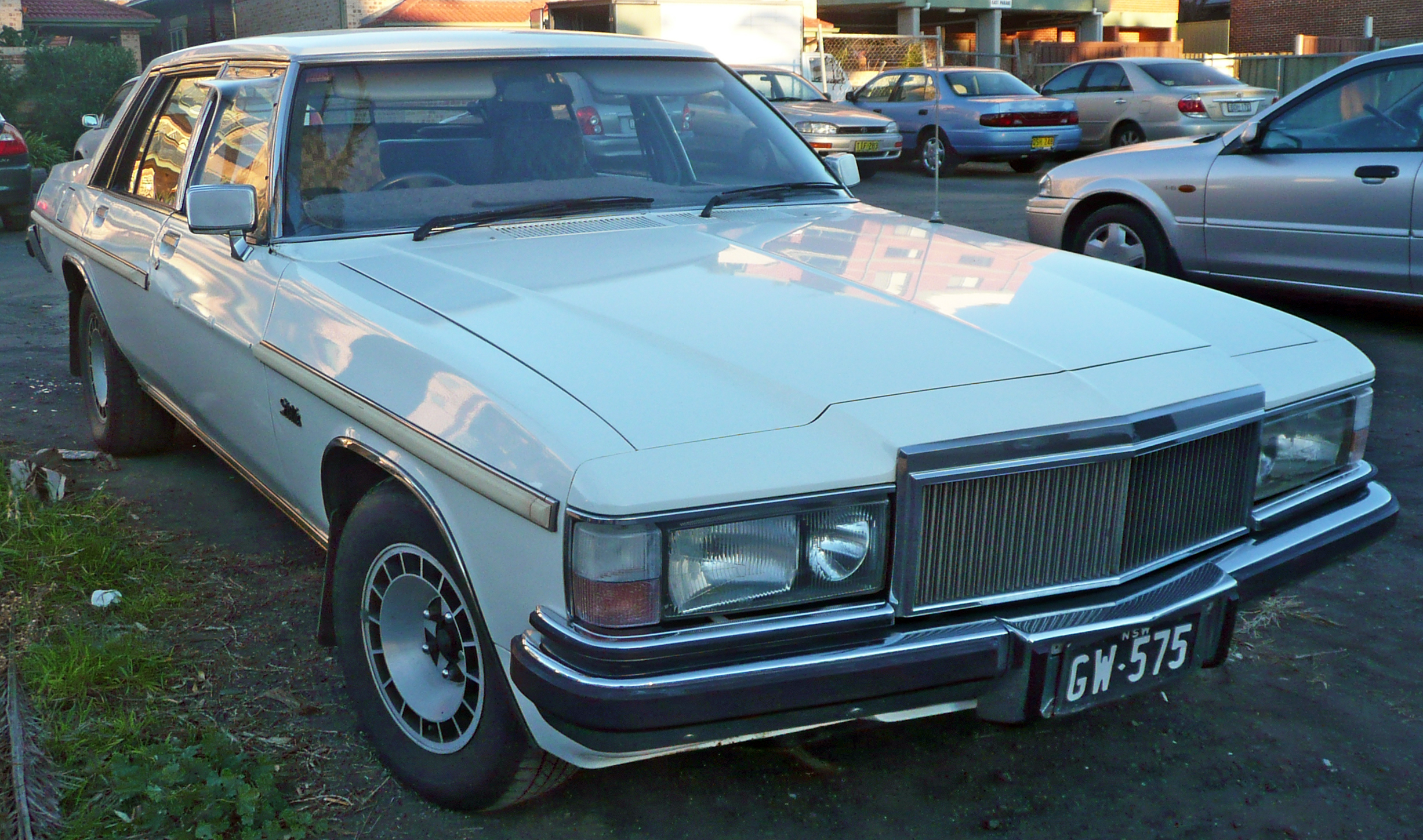
1980–1983 Statesman WB de Ville